# No Sleep ’til Hammersmith
No Sleep 'til Hammersmith (с англ. — «Не спать до Хаммерсмита») — первый концертный альбом британской рок-группы Motörhead, выпущенный 27 июня 1981 года на лейбле Bronze Records. Первый альбом группы, занявший первую позицию в британском хит-параде UK Albums Chart.

## Об альбоме
За исключением «Iron Horse/Born to Lose», которая была записана на концерте в 1980 году, композиции альбома были сделаны во время концертов в Лидсе и Ньюкасле, в течение концертного тура «Short, Sharp Pain In The Neck», в 1981 году. Название тура является отсылкой к травме, которую получил Фил Тейлор, упав на голову, после одного из концертов.
Несмотря на название альбома, в течение тура концерт в Hammersmith Odeon, в Лондоне, не проводился. Группа дала всего пять концертов:
- 27 марта 1981, в West Runton Pavilion, Норфолк, Англия
- 28 марта 1981, в Queens Hall, Лидс, Англия
- 29 марта 1981, в Newcastle City Hall, Ньюкасл, Англия
- 30 марта 1981, в Newcastle City Hall, Ньюкасл, Англия
- 3 апреля 1981, в Maysfield Leisure Centre, Белфаст, Северная Ирландия

Первоначально Лемми планировал выпустить двойной альбом, однако записанного материала хватало только на три стороны. Во время издания альбома группа была на гастролях в Северной Америке, выступая с Оззи Осборном
В плане позиций в чартах, альбом является наиболее успешным изданием группы, заняв первое место британском чарте UK Albums Chart. Альбом закрепил успех ранее изданных EP St. Valentine’s Day Massacre, студийного альбома Ace of Spades и одноимённого сингла. Данная пластинка стала одним из двух (наряду с Ace of Spades) изданий группы вошедших в список 1001 Albums You Must Hear Before You Die (1001 альбом, который вы должны услышать, прежде чем умереть)

## Культурные отсылки
- Группа назвала свой третий концертный альбом Nö Sleep at All (с англ. — «Не спать вообще»)

Отсылки к названию альбома встречаются и в творчестве других групп:
- No Life 'til Leather — демозапись группы Metallica
- «No Sleep till Brooklyn» (с англ. — «Не спать до Бруклина») — композиция из альбома Licensed to Ill группы Beastie Boys
- Альбом No Sleep 'til Belfast (с англ. — «Не спать до Белфаста») группы Stiff Little Fingers
- Концертный альбом No Sleep 'till Bedtime группы Strapping Young Lad
- Первый диск концертного альбома Wir wollen nur deine Seele группы Die Ärzte называется Nö sleep 'til Viehauktiönshalle Öldenbürg

## Список композиций
Все песни написаны Лемми, Эдди Кларком и Филом Тейлором, кроме отмеченных.
| №  | Название                  | Автор(ы)                       | Длительность |
| -- | ------------------------- | ------------------------------ | ------------ |
| 1. | «Ace of Spades»           |                                | 3:01         |
| 2. | «Stay Clean»              |                                | 2:50         |
| 3. | «Metropolis»              |                                | 3:31         |
| 4. | «The Hammer»              |                                | 3:05         |
| 5. | «Iron Horse/Born to Lose» | Тейлор, Мик Браун, Гай Лоуренс | 3:58         |
| 6. | «No Class»                |                                | 2:34         |

| №  | Название                 | Автор(ы) | Длительность |
| -- | ------------------------ | -------- | ------------ |
| 1. | «Overkill»               |          | 5:13         |
| 2. | «(We Are) the Road Crew» |          | 3:31         |
| 3. | «Capricorn»              |          | 4:40         |
| 4. | «Bomber»                 |          | 3:24         |
| 5. | «Motorhead»              | Лемми    | 4:47         |

| №  | Название                                       | Автор(ы)                             | Длительность |
| -- | ---------------------------------------------- | ------------------------------------ | ------------ |
| 1. | «Over the Top»                                 |                                      | 3:04         |
| 2. | «Capricorn»                                    |                                      | 4:54         |
| 3. | «Train Kept A-Rollin'» (альтернативная версия) | Тайни Бредшоу, Ховард Кэй, Луис Манн | 2:44         |

### 2001 Metal-Is Records "Complete Edition
| №  | Название                                                                   | Длительность |
| -- | -------------------------------------------------------------------------- | ------------ |
| 1. | «Over The Top»                                                             | 2:57         |
| 2. | «Shoot You in the Back» (ранее не издавалась)                              | 2:43         |
| 3. | «Jailbait» (ранее не издавалась)                                           | 3:34         |
| 4. | «Leaving Here» (ранее не издавалась)                                       | 2:48         |
| 5. | «Fire, Fire» (ранее не издавалась)                                         | 2:55         |
| 6. | «Too Late, Too Late» (ранее не издавалась)                                 | 3:04         |
| 7. | «Bite the Bullet/The Chase Is Better than the Catch» (ранее не издавалась) | 6:38         |

| №   | Название                                                                     | Длительность |
| --- | ---------------------------------------------------------------------------- | ------------ |
| 1.  | «Ace of Spades» (альтернативная версия)                                      | 2:47         |
| 2.  | «Stay Clean» (альтернативная версия)                                         | 2:54         |
| 3.  | «Metropolis» (альтернативная версия)                                         | 3:46         |
| 4.  | «The Hammer» (альтернативная версия)                                         | 3:01         |
| 5.  | «Capricorn» (альтернативная версия)                                          | 5:00         |
| 6.  | «No Class» (альтернативная версия)                                           | 2:44         |
| 7.  | «(We Are) the Road Crew» (альтернативная версия)                             | 3:31         |
| 8.  | «Bite the Bullet/The Chase Is Better than the Catch» (альтернативная версия) | 6:07         |
| 9.  | «Overkill» (альтернативная версия)                                           | 4:53         |
| 10. | «Bomber» (альтернативная версия)                                             | 3:26         |
| 11. | «Motorhead» (альтернативная версия)                                          | 5:31         |

## Участники записи
- Иэн Фрэйзер «Лемми» Килмистер — вокал, бас-гитара
- Эдди Кларк — соло-гитара
- Фил «Грязное Животное» Тейлор — ударные

## Позиции в чартах
| Год  | Чарт                     | Позиция |
| ---- | ------------------------ | ------- |
| 1981 | UK Albums Chart          | 1       |
| 1981 | Sverigetopplistan        | 27      |
| 1981 | New Zealand Albums Chart | 28      |
| 1981 | VG-lista                 | 24      |

## Продажи и сертификация
| Страна         | Продажи | Статус  |
| -------------- | ------- | ------- |
| Великобритания | 100,000 | Золотой |